# Варславан, Франциск Игнатьевич
Франциск Игнатьевич Варславан (латыш. Francisks Varslavāns; 10 октября 1898, Режица, Витебская губерния — 28 ноября 1949, Рига) — латвийский и советский живописец, первый профессиональный латгальский художник. Заслуженный деятель искусств Латвийской ССР (1943).

## Биография
Родом из Латгалии и называл себя латгальским художником.
Его отец, Игнат Анч, был родом из деревни Варславану Силоянской волости. При поступлении на службу в царскую армию писарь по ошибке вместо фамилии Игната название его родной деревни. Так появилась фамилия. Игнат Варславан был сапожником, мать прачкой. Семья Варславанов ютилась в Режице в небольшой квартирке в полуподвальном этаже дома рядом с Ковшовым озером.
В начале XX века семья Варславанов перебралась в Лугу, где в 1904 году родился младший сын, Антон.
По его воспоминаниям, отец научил его старшего брата рисовать углём.
В 1907 году Франциск начал учиться в четырёхлетней русской школе, где развил способности к рисованию.
В 1911 году Варславаны переехали в Петербург, где отец устроился работать на Балтийский завод. Франциск работал учеником слесаря.
В 1915—1917 годах Франциск учился в Петроградской школе Императорского Общества поощрения искусств под руководством русского художника-пейзажиста А. А. Рылова и директора школы Н. К. Рериха — преподавателя композиции.
После Великой Октябрьской социалистической революции Франциск добровольцем вступает в Красную армию, воевал в Сибири против Колчака и атамана Семёнова. В годы гражданской войны добрался до самого Владивостока, где какое-то время жил в доме Давида Бурлюка (ул. Шилкинская). Там в 1918 году впервые участвовал в художественной выставке. Устроился на работу в торговый флот. Ходил в море кочегаром в Китай, Полинезию, на Гавайи, побывал в Бразилии.
В 1920 году вернулся в Латвию и в Резекне работал учителем рисования Резекненской латышской гимназии и преподавателем рисования в Национальном учительском институте. Однако в родном городе его искусство мало кого интересовало: на первой выставке в 1924 году в Резекне собралось не более 25 посетителей. В 1921—1925 годах он зарабатывал на жизнь как декоратор Латгальского Латвийского театра.
В Латвии художник выигрывал художественные стипендии, благодаря чему стажировался в Вене, Праге, Флоренции, Берлин (1923) и Риме, а потом — в Париже (1925), где в 1927 году работал художником в итальянском театре пантомимы. В Париже он прожил дольше всего, два года, из них 360 дней провёл в Лувре. Но карманы были пусты, и порой приходилось ночевать под мостами, а днём просить милостыню.
В 1935 был организатором и руководителем (до 1940 года) группы резекненских художников. Он собирал их у себя в доме, построенном на приобретённом в 1939 году земельном участке на улице Янополес (Чкалова, Букмуйжас), в самом бедном районе города. «Здесь расположены улицы, неизвестно почему названные Первой и Второй Солдатской (сейчас улицы Баускас и Кулдигас), а также улицы Янополес и Угунсдзесею (Чкалова и Тынянова), — вспоминал его брат Антон в 1975 году. — Их населяли бедные, и, очевидно, сродни нью-йоркскому Гарлему, эту часть города называли Америкой. В „Америке“ царила непроходимая грязь, нечистоты». По другой версии, «Америкой» этот район назвали из-за того, что на рубеже веков там жило много евреев, эмигрировавших в США. Вокруг мастерской Варславана собрались художники А. Эгле, Л. Томашицкий, В. Калван, Н. Брейкш, A. Найшлос, Я. Гайлис.
В 1940 году, после присоединения Латвии к СССР, Варславан принимал активное участие в организации Резекненского музея и был назначен его первым директором, в 1940—1941 годах был инспектором отдела изобразительного искусства в Риге.
Во время Второй мировой войны в 1941 году эвакуирован в Ташкент, затем работал театральным художником в Иванове, где во время войны находились также другие деятели культуры Латвийской ССР, в том числе Анна Саксе.
Одним из первых в 1943 году был удостоен звания Заслуженного деятеля искусств Латвийской ССР. Осенью 1943 года на выставке «Великая Отечественная война» в Москве была представлена его работа «Латышские женщины в колхозе». В 1942—1944 работал в Латвийском государственном художественном ансамбле.
В 1944 году стал членом Союза художников СССР. Член латвийского советского художественного оргкомитета и член художественного фонда СССР, уполномоченный представитель Латвийской ССР (1944—1946).
Похоронен в Риге на кладбище Райниса.

## Творчество
Основная тема картин — пейзажи и картины латгальского быта. В творчестве художника ощутимо влияние французских модернистов, а 1920-е — 1930-е годы считаются наиболее ценным временем в его творчестве. В первый период он тяготел к экспрессионизму («Пьета», «Монашки»), затем его работы приобретают социальный характер («Нищие в Латгалии», «Швея», «Гончар», «Дровосеки»).
Ему принадлежат полотна маслом, акварелью и пастелью, портреты, жанровые картины и пейзажи, ню, а также религиозные композиции. Ряд произведений художника во время Второй мировой войны был утерян.
Выставки его работ на родине проходили в Риге (1924, 1926, 1930, 1934, 1935, 1949), в Резекне (1924).

## Семья
Брат — Варславан, Антон Игнатьевич (1904—1990). латвийский и советский актёр, режиссёр, первый директор Латгальского государственного театра драмы (1946), почётный гражданин города Резекне.
Дочь — Варславане, Вечелла Францисковна (1930—2015) — латвийский советский художник-модельер, художник по костюмам Рижской киностудии, Латвийского Национального театра, театра Дайлес, супруга художника-плакатиста Гунара Кирке и мать художницы Франчески Кирке.

## Память
На доме на улице Чкалова в Резекне (ныне ул. Букмуйжас, 78), где жил Ф. Варславан, 3 ноября 1963 года была установлена мемориальная доска. Пересекающая эту улицу магистраль была названа его именем.
В июле 1985 года, к 700-летию города Резекне, в основанном Варславаном краеведческом музее открылась выставка династии художников, родночальником которой он стал. В ней участвовали его дочь Вечелла, зять Гунар Кирке и внучка Франческа Кирке.
С 3 по 10 октября 2014 года в Резекненской библиотеке прошла выставка памяти Варславана «Он в Резекне был один такой (Viņš Rēzeknē tāds bija viens».